# Хот-Спрингс (Арканзас)
Хот-Спрингс (англ. Hot Springs) — город, расположенный в округе Гарленд (штат Арканзас, США) с населением в 39 467 человек по статистическим данным 2008 года. Является административным центром округа Гарленд.
Город расположен вблизи Национального парка Хот-Спрингс, широко известного своими горячими подземными источниками с температурой воды на выходе около 64 градусов по шкале Цельсия. Парк является старейшим и самым маленьким среди всех национальных природных объектов Соединённых Штатов, а также первым из природных заповедников страны, изображение которого было отчеканено на 25-центовой монете в серии памятных монет, посвящённой национальным паркам США.

## История и общие сведения

### Геотермальные источники
Город получил своё название в честь одноимённого национального парка, в котором действуют 47 геотермальных источников, находящихся на западном склоне горы Хот-Спрингс-Маунтин. В районе источников расположен и исторический центр города Хот-Спрингс. Согласно исследованиям учёных Национального парка Хот-Спрингс, проведённых при помощи радиоуглеродного анализа, геотермальные источники образовались в этом районе около четырёх тысяч лет назад.
Скорость истечения воды из источников не зависит от сезонных колебаний осадков. Вода с поверхности земли медленно движется вниз, глубоко в земной коре достигает горячей области и затем с высокой скоростью извергается на поверхность из 47 источников парка Хот-Спрингс.
С зоны геотермальных источников в город Хот-Спрингс построен искусственный канал «Хот-Спрингс-Крик», по которому горячая вода течёт на Парк-авеню до одной из многочисленных лечебниц города «Бат-Хаус-Роу».

### Ранняя история

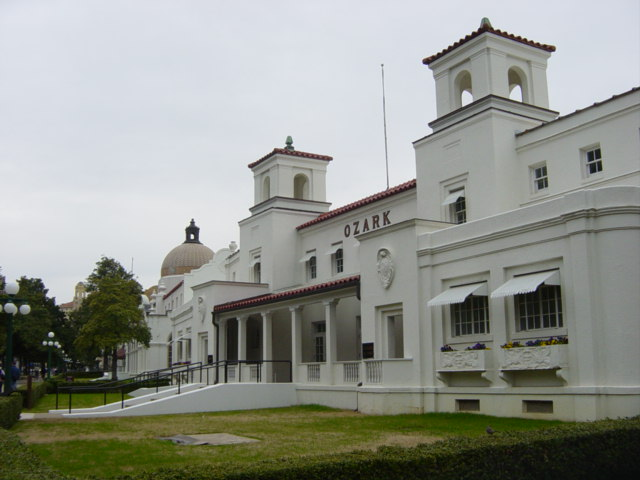
Лечебница «Озарк» в городе Хот-Спрингс

Индейские племена знали о целебных свойствах источников с незапамятных времён. В 1673 году первопроходцы-исследователи новых земель Луи Жолье и отец Жак Маркетт открыли новую территорию и застолбили её за Францией. Согласно условиям Парижского мирного договора 1763 года район источников в числе прочих земель отошёл Испании и находился под её протекторатом вплоть до 1800 года, после чего снова перешёл под юрисдикцию Франции. В 1803 году с заключением сделки, вошедшей в историю под названием Луизианская покупка, территория будущего национального парка вошла в состав Соединённых Штатов.
В декабре 1804 года путешественники Уильям Данбар и доктор Джордж Хантер организовали экспедицию в район геотермальных вод, в результате которой нашли один сруб и несколько примитивных индейских жилищ, что свидетельствовало о регулярном посещении индейцами целебных горячих источников. В 1807 году в районе будущего города появился первый оседлый житель, а спустя некоторое время к нему присоединилась целая группа людей, фактически основав здесь новый населённый пункт.
24 августа 1818 года в специальном соглашении индейцы племени куапо уступили права на район источников правительству Соединённых Штатов. В 1819 году была образована Территория Арканзас, и в следующем году законодательный орган Территории сделал запрос о передаче района источников и горного массива из федеральной собственности в собственность Арканзаса. Двенадцать лет спустя, в 1832 году, специальным указом Конгресса США район геотермальных вод был объявлен федеральным заповедником, что гарантировало ему полную правительственную защиту и федеральное финансирование, и, наконец, в 1921 году заповедник был переименован в Национальный парк Хот-Спрингс.

### Гражданская война
С началом Гражданской войны число отдыхающих на горячих источниках Хот-Спрингса резко пошло на убыль. В марте 1862 года после победы в битве у Пи-Риджа войска союзников двинулись к городу Литл-Рок, находившемуся в то время под контролем армии конфедератов. При продвижении союзников к Литл-Року губернатор Арканзаса Генри М. Ректор перенёс свой офис в более безопасный Хот-Спрингс, однако армейские части брать Литл-Рок не стали, и уже 14 июля офис губернатора вернулся обратно.
В ходе военных действий большинство жителей Хот-Спрингса бежали из города в штаты Техас и Луизиану и оставались там вплоть до окончания Гражданской войны. В сентябре 1863 года союзники наконец взяли Литл-Рок, после чего на длительное время Хот-Спрингс стал жертвой партизанских банд, не связанных ни с силами федералов, ни с армейскими частями Конфедерации. В результате разбоев практически пустой город был разграблен и сожжён, к концу Гражданской войны уцелело лишь несколько домов.

### Восстановление города

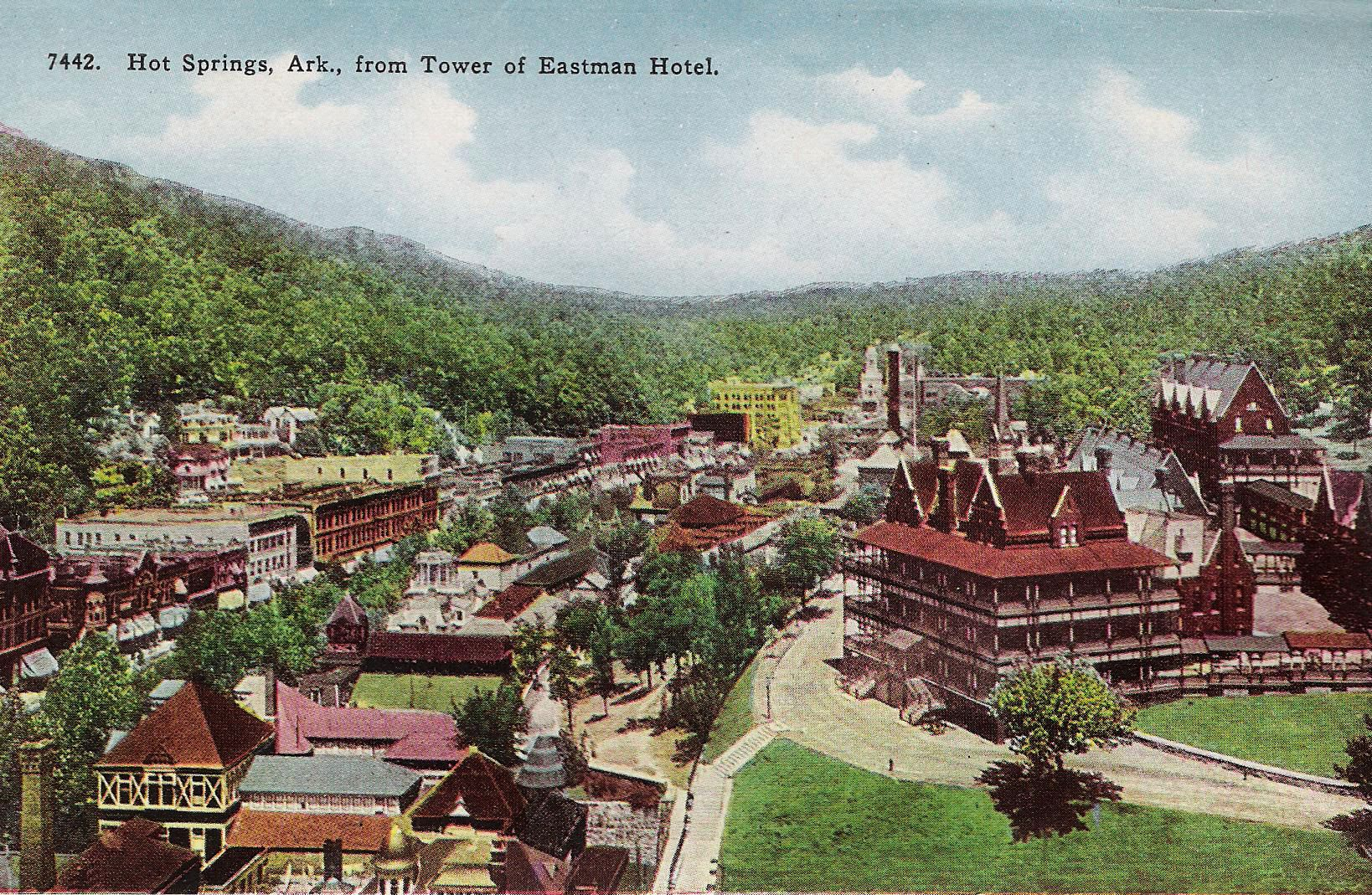
Армейский и флотский госпиталь, простоявший с 1893 по 1922 год

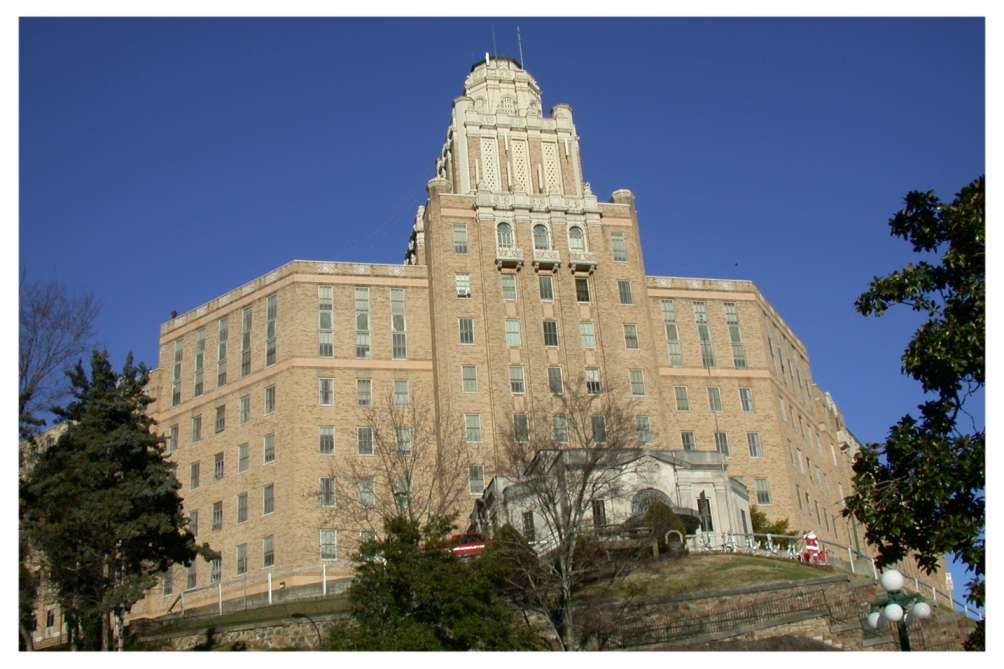
Здание реабилитационного центра в Хот-Спрингсе. Во время Второй мировой войны здесь размещался армейский и флотский госпиталь

После окончания Гражданской войны в Хот-Спрингсе начались масштабные работы по восстановлению разрушенных домов, гостиниц и лечебно-оздоровительной инфраструктуры. К концу 1870 года население города выросло до 1200 жителей, к 1873 году было построено шесть водолечебниц и 24 мотеля в самом городе и непосредственно в районе горячих источников. В 1874 году инженер Джозеф Дж. Рейнольдс заявил о планах провести в Хот-Спрингс узкоколейную железную дорогу от города Малверн, которая была построена и сдана в эксплуатацию уже в следующем году, существенно увеличив приток отдыхающих в курортный район. Параллельно в городе велось строительство первого отеля класса «люкс» Арлингтон-Хотел, финансирование которого осуществлялось железнодорожным магнатом Сэмюэлем Фордисом и двумя его бизнесменами-компаньонами.
В период Реконструкции Юга в Конгресс США подавалось несколько заявок на отчуждение земли геотермальных источников в Хот-Спрингсе в пользу частных лиц, компаний, корпораций и прочих заявителей. 24 апреля 1876 года Верховный суд США вынес решение о том, что земли в Национальном заповеднике принадлежат исключительно федеральному правительству и не могут быть отчуждены никому другому. Для полного урегулирования конфликтных ситуаций была создана специальная комиссия при Конгрессе США, задачами которой являлись определение подлинности документов на частную собственность у подателей претензий, установление размеров денежных компенсаций за отказ от законных претензий, а также выделение в частную собственность части земель, не находящихся под юрисдикцией федерального правительства. В ходе работы комиссия заключила, что площадь федеральной земли составляет 1,0721 квадратных километров и охватывает все горячие источники как на равнинной местности, так и на склоне горного хребта. Остальные 4,9 км² были отчуждены в собственность муниципалитета города Хот-Спрингс, другие 2,8 км² переданы в частную собственность законным заявителям и, наконец, четвертую часть разделённой земли, которая представляла собой незанятую холмистую и горную местность, комиссия рекомендовала выделить в федеральный резерв. В июне 1880 года Конгресс США утвердил все предложения комиссии.

### Начало XX века
В начале 1900-х годов в Хот-Спрингсе были развернуты несколько тренировочных баз для бейсболистов, в которых проводили тренировки и сборы многие клубы Высшей бейсбольной лиги США. Хот-Спрингс являлся главной базой для таких команд, как «Питтсбург Пайрэтс» и «Бостон Ред Сокс»; здесь же тренировался и знаменитый бейболист Бейб Рут.

### Пожар 1913 года
6 сентября 1913 года на Чёрч-стрит недалеко от госпиталя армии и флота возник сильный пожар. Огонь распространялся в юго-восточном направлении, но спустя час из-за смены направления ветра развернул движение обратно в центр города. На пути к бизнес-кварталам пожар уничтожил санаторий «Озарк», здание средней школы, застройку на Малверн-авеню, промышленные объекты городского коммунального хозяйства и водокачку городской пожарной станции. Далее обширный фронт пожара вошёл на Уошита-авеню, уничтожил здание окружного суда и другие офисные здания, находившиеся рядом с ним. На помощь пожарной службе города в срочном порядке выехали подразделения пожарного департамента столицы штата Арканзас, следовавшие в Хот-Спрингс на специальном железнодорожном составе. Несмотря на усилия жителей, коммунальных служб и спецподразделений Хот-Спрингса и Литл-Рока, в огне пожара сгорело более сотни офисных зданий, четыре гостиницы, инфраструктура железнодорожной компании «Iron Mountain Railroad», здание городского театра и множество более мелких объектов. Путь пожару в центральную часть города преградили путём массовых динамитных взрывов зданий, стоявших на пути огня из юго-восточной части города в его центр. Огонь почти полностью уничтожил 60 городских кварталов, общий ущерб от пожара впоследствии был оценен в 10 миллионов долларов США.

### Гангстеры и азартные игры

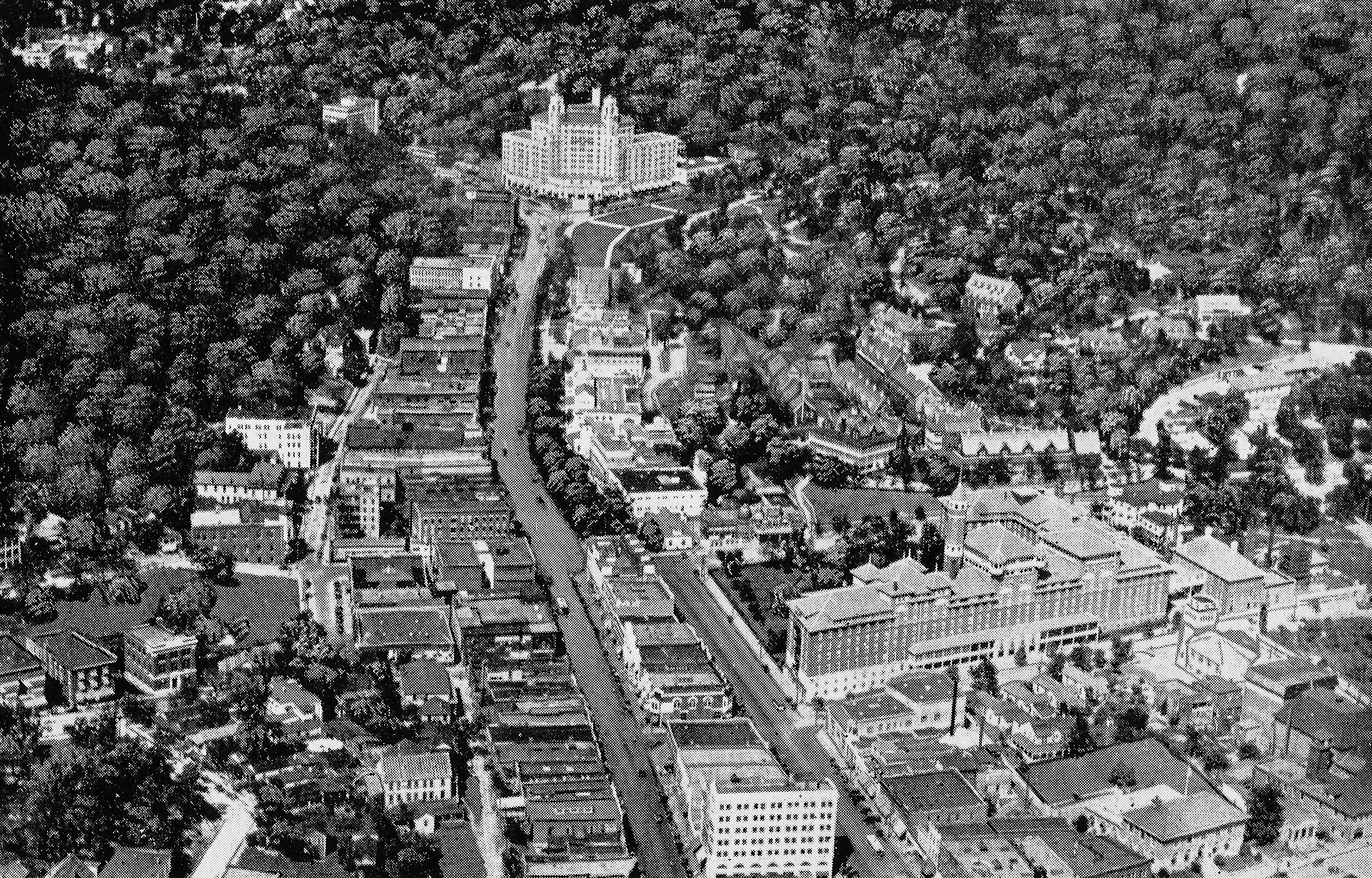
Аэрофотоснимок 1925 года центральной части Хот-Спрингса. В правом верхнем углу снимка заметны горячие источники, в левом — часть горы Уэст-Маунтин

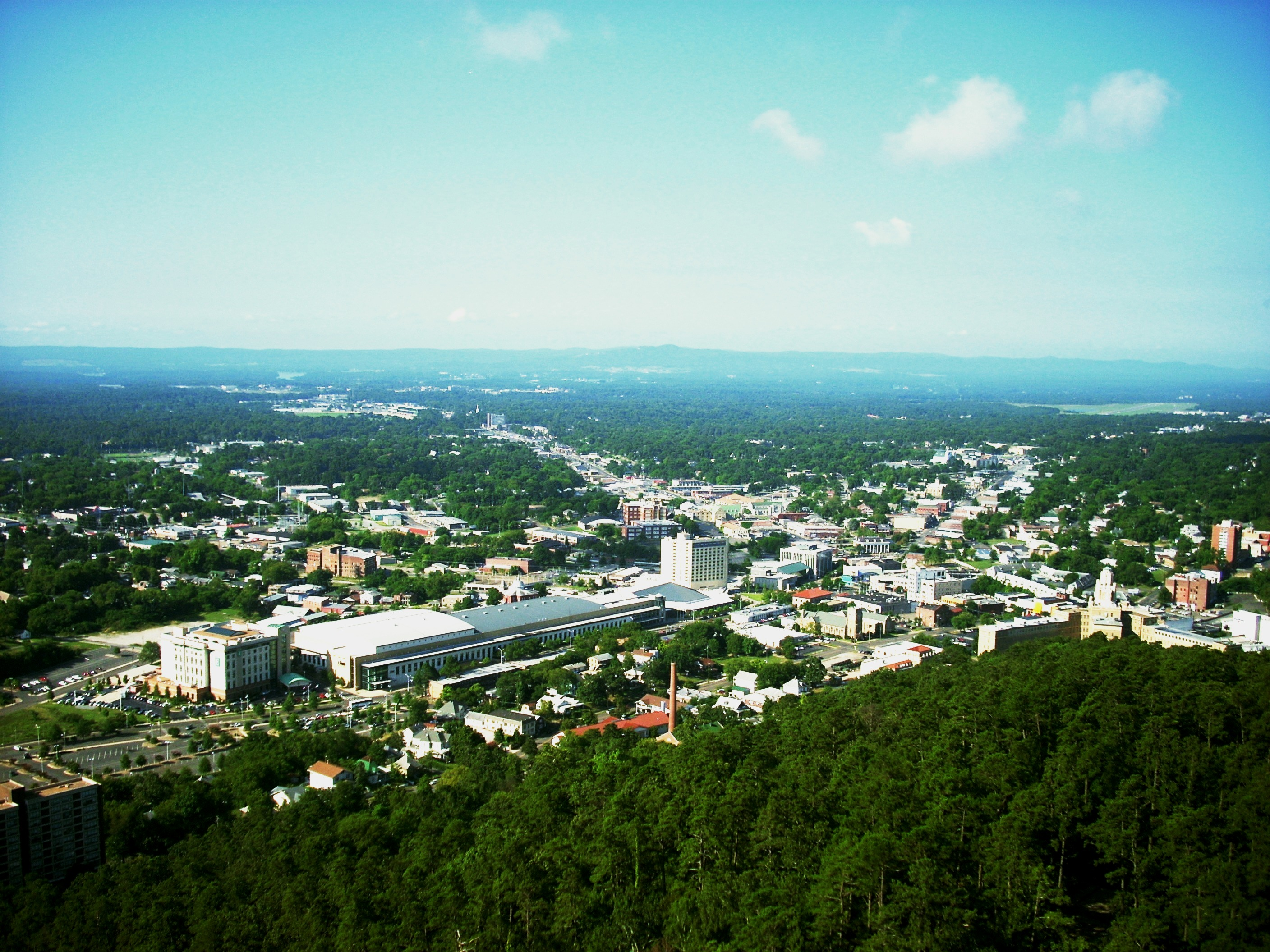
Современный город, вид с высоты птичьего полёта

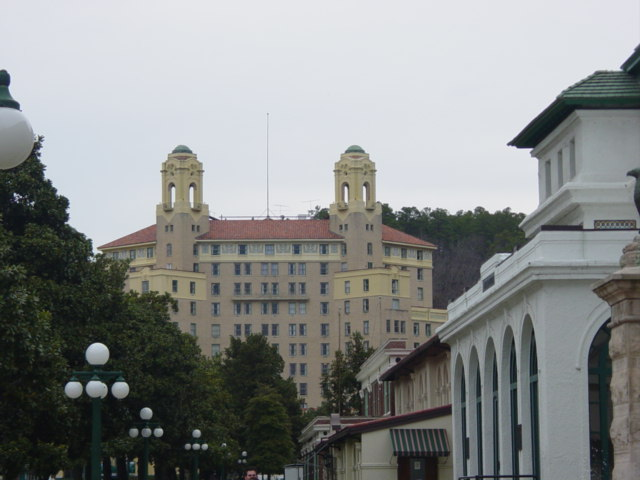
Здание отеля «Арканзас» в Хот-Спрингсе

Спустя почти десять лет после окончания Гражданской войны в Хот-Спрингсе открылось несколько нелегальных игорных заведений, контролируемых бандитскими кланами Флинна и Доранса, которые, в свою очередь, с 1880-х годов вели между собой непримиримую борьбу за криминальное лидерство в городе. Группировка Фрэнка Флинна в целом была более сильной, поскольку приплачивала некоторым сотрудникам из полицейского департамента Хот-Спрингса и Управления шерифа округа Гарленд и использовала их для сбора долгов, крышевания точек азартных игр и запугивания соперников. Длительное противостояние между бандами привело 16 марта 1899 года к открытой перестрелке, в ходе которой в здании полиции были убиты семеро полицейских, ещё трое были застрелены на улице. Офицеры полиции города также убили заместителя шерифа окружного управления.
В XX веке широкую известность получил городской люкс-отель «Арлингтон», который был передан чикагскому криминальному боссу Аль Капоне в качестве отступных в ходе очередной бандитской разборки.
В 1935 году в Хот-Спрингс перебрался один из самых влиятельных гангстеров Нью-Йорка Оуни «Киллер» Мэдден, который довольно быстро вошёл в высшие городские круги, женился на дочери одного из крупных политиков и в конечном итоге взял город под свой контроль. Под руководством Оуни Хот-Спрингс превратился в национальную Мекку азартных игр, доходы которой незначительно уступали лишь Лас-Вегасу. Крупнейшие подпольные казино располагались прямо на центральной улице города, отели пестрели рекламой проституток, действовал незаконный тотализатор, на котором в любое время дня и ночи можно было поставить деньги на любые скачки по всей Северной Америке. В 1935-36 годах в Хот-Спрингсе от ареста скрывался Лаки Лучано, для поимки которого пришлось задействовать конную полицию штата Арканзас, поскольку местная полиция к тому времени была под полным контролем Оуни Мэддена.
Городское самоуправление, деятельность которого также контролировалась Мэдденом, в течение длительного периода возглавлял Лео П. Маклафлин. Будущий мэр пришёл к власти, во время выборов массово скупив квитанции подушного избирательного налога (англ. poll tax), многие из которых были выписаны на умерших и вымышленных лиц, а в ходе голосования появлялись одновременно на нескольких участках. Выступавший против творившегося на избирательной кампании произвола и требовавший закрытия нелегальных казино шериф Хот-Спрингса был застрелен в 1937 году, убийц не нашли.
После окончания Второй мировой войны к власти в Арканзасе пришёл новый губернатор с командой из офицеров-ветеранов военных действий, в число которых входил избранный в 1946 году на пост прокурора штата подполковник Сид Макмат. На мэра города Лео Маклафлина было заведено уголовное дело о взятках, вскоре дошедшее до суда. В ходе судебного разбирательства в 1947 году бывший мэр и другие проходящие по делу обвиняемые были оправданы, однако по беспределу городских властей и криминальному бизнесу был нанесён серьёзный удар. Слушания по уголовному делу получили широкую огласку, а в 1949 году Сид Макмат был избран губернатором штата Арканзас, с вступлением в должность взяв курс на непримиримую борьбу с чиновничьим произволом и подпольным игорным бизнесом в штате в целом и в Хот-Спрингсе в частности. В том же году принудительно закрыты все подпольные казино Хот-Спрингса, однако их деятельность возобновилась в 1954 году с приходом к власти нового губернатора Арканзаса Орвала Фобаса (англ. Orval Faubus), который в течение 12 последующих лет нахождения у власти закрывал глаза на существование в Хот-Спрингсе подпольных казино, тотализаторов, проституции и других криминальных видов деятельности .
В 1964 году конгресс штата принял закон о полном запрете игорных заведений на территории Арканзаса. Несмотря на это, все казино Хот-Спрингса продолжали работать в прежнем режиме. В 1967 году губернатор Арканзаса Уинтроп Рокфеллер и выездной судья Генри Миддлтон Бритт поставили окончательную точку истории подпольных казино Хот-Спрингса. С санкции обоих чиновников специальные бригады полицейского управления штата под руководством бывшего агента ФБР Линна А. Дэвиса провели несколько рейдов по подпольным заведениям Хот-Спрингса, изымая игорное оборудование и закрывая все казино. В настоящее время в штате остались лишь трек для породистых лошадей в Оклон-Парке и трек для собак в Уэст-Мемфисе.

## Известные уроженцы и жители
- Билл Клинтон — 42-й президент США, провёл в Хот-Спрингсе детские и юношеские годы (1950—1964)
- Алан Лэдд — актёр
- Билли Боб Торнтон — актёр и певец
- Маржори Лоуренс — сопрано, выдающийся интерпретатор вагнеровского репертуара
- Оуни Мэдден — нью-йоркский гангстер[6]
- Лаки Лучано — один из лидеров организованной преступности в США. В 1935-36 годах скрывался в Хот-Спрингсе от ареста[6]

## География
По данным Бюро переписи населения США город Хот-Спрингс имеет общую площадь в 85,47 квадратных километров, из которых 85,21 кв. километров занимает земля и 0,26 кв. километров — вода. Площадь водных ресурсов округа составляет 0,3 % от всей его площади.
Хот-Спрингс расположен на высоте 182 метров над уровнем моря.

## Демография
| Год     | Численность | Год  | Численность |
| ------- | ----------- | ---- | ----------- |
| 1900    | 10 000      | 1950 | 29 300      |
| 1906/07 | 11 200      | 1960 | 29 200      |
| 1910    | 14 400      | 1970 | 35 600      |
| 1916/17 | 17 200      | 1980 | 26 800      |
| 1920    | 11 700      | 1990 | 33 100      |
| 1930    | 20 200      | 2000 | 35 750      |
| 1940    | 21 400      |      |             |

По данным переписи населения 2000 года в Хот-Спрингсе проживало 35 750 человек, 9062 семьи, насчитывалось 16 096 домашних хозяйств и 18 813 жилых домов. Средняя плотность населения составляла около 418,1 человек на один квадратный километр. Расовый состав Хот-Спрингса по данным переписи распределился следующим образом: 78,86 % белых, 16,87 % — чёрных или афроамериканцев, 0,55 % — коренных американцев, 0,79 % — азиатов, 0,05 % — выходцев с тихоокеанских островов, 1,86 % — представителей смешанных рас, 1,02 % — других народностей. Испаноговорящие составили 3,80 % от всех жителей города.
Из 16 096 домашних хозяйств в 22,0 % — воспитывали детей в возрасте до 18 лет, 40,2 % представляли собой совместно проживающие супружеские пары, в 12,4 % семей женщины проживали без мужей, не имели семей. от общего числа семей на момент переписи жили самостоятельно, при этом среди жителей в возрасте 65 лет отсутствовали одиночки. Средний размер домашнего хозяйства составил 2,12 человек, а средний размер семьи — 2,80 человек.
Население города по возрастному диапазону по данным переписи 2000 года распределилось следующим образом: 20,2 % — жители младше 18 лет, 8,2 % — между 18 и 24 годами, 25,4 % — от 25 до 44 лет, 23,0 % — от 45 до 64 лет и 23,2 % — в возрасте 65 лет и старше. Средний возраст жителей составил 42 года. На каждые 100 женщин в Хот-Спрингсе приходилось 88,4 мужчин, при этом на каждые сто женщин 18 лет и старше приходилось 84,6 мужчин также старше 18 лет.
Средний доход на одно домашнее хозяйство в городе составил 26 040 долларов США, а средний доход на одну семью — 32 819 долларов. При этом мужчины имели средний доход в 25 861 доллар США в год против 20 155 долларов среднегодового дохода у женщин. Доход на душу населения в городе составил 17 961 доллар в год. 13,7 % от всего числа семей в округе и 19,2 % от всей численности населения находилось на момент переписи населения за чертой бедности, при этом 30,7 % из них были моложе 18 лет и 11,7 % — в возрасте 65 лет и старше.

## Экономика
В городе находится предприятие по добыче Ванадия EVRAZ Stratcor

## Города-побратимы
- Ханамаки, Япония (с 1993 года)[9]